# Bíró Lajos (író)
Bíró Lajos, születési nevén Blau Lajos (Bécs, 1880. augusztus 22. – London, 1948. szeptember 9.) zsidó származású magyar író, újságíró, forgatókönyvíró. Felesége Vészi Jolán, Vészi József lánya volt.

## Élete
Blau Péter kereskedő és Löffler Rozina fiaként született. Gyermekkorát Hevesen töltötte. Középiskolai tanulmányait Egerben és Budapesten végezte el.
1898-tól újságíróként dolgozott. 1900–1904 között a nagyváradi Szabadság lap munkatársa volt. 1904-től a Budapesti Napló helyettes szerkesztője, 1905-től felelős szerkesztője volt. 1906–1909 között Berlinben élt. Ezután az Újság, 1912-től a Világ című lap munkatársa volt. A Károlyi-kormány idején külügyminisztériumi államtitkár volt. 1914-től foglalkozott forgatókönyvírással. 1919-ben emigrált. 1920-ig 40 könyvvel, illetve színházi bemutatóval szerzett magának elismerést. 1925-ig az osztrák, a francia és az olasz fővárosban élt és dolgozott. 1925-ben tért vissza Budapestre, de még abban az évben nyugatra (USA, Berlin, London) költözött. Hollywoodban a Paramount és a First National filmgyártó cégek forgatókönyvírójaként tevékenykedett 1928-ig, akkor visszatért Európába, előbb német földön, Charlottenburgban élt. Korda Sándor mellett 1932-ben egyik alapítója volt a London Films Production-nak.
Számos sikeres filmforgatókönyvet írt (VIII. Henrik magánélete). Barátjáéhoz, Ady Endrééhez hasonló szemlélettel ábrázolta novelláiban és regényeiben Magyarország szétesését. Novellái szűkszavú, elnagyolt, gyors ütemű előadásmóddal ábrázolták az emberi szenvedélyeket. Drámaíróként is sikeres volt (Sárga liliom). A cárnő című drámája, amelyet Lengyel Menyhérttel együtt írt, világsiker lett. Írt detektívregényeket is (A Serpolette).

## Művei
- Bálványrombolók (Egy cinikus ember meséi) (1901)[7]
- Leányok (1902)
- Harminc novella (1906)
- A primadonna; Mozgó könyvtár vállalat, Budapest, 1909 (Mozgó könyvtár)
- Férfiak. Drámai játék; Lampel, Budapest, 1909 (Fővárosi színházak műsora)
- Elbeszélések; Lampel, Budapest, 1909 (Magyar könyvtár)
- Kis drámák; Politzer, Budapest, 1910 (Modern könyvtár)
- A diadalmas asszony (1910)
- Sárga liliom (1910)
- Nyári zivatar. Regény; Singer-Wolfner, Budapest, 1911
- Glória és más novellák; Athenaeum, Budapest. 1911 (Athenaeum könyvtár)
- Szolgák országa. Regény; Politzer, Budapest, 1911 (Modern könyvtár)
- A császár és más férfiak. Novellák; Politzer Zs. és fia, Budapest, 1911 (Modern könyvtár)
- A vízözön és egyéb elbeszélések; Athenaeum, Budapest, 1911
- Egy tizennyolcéves leány. Elbeszélés; Schenk F., Budapest, 1911 (Mozgó könyvtár)
- A sajtó; Politzer, Budapest, 1911 (Modern könyvtár)
- A fekete ostor és más novellák; Singer-Wolfner, Budapest, 1911
- A jövő országútján. Hat újságcikk; Athenaeum, Budapest, 1912 (Modern könyvtár)
- A rablólovag. Színjáték három felvonásban; Singer-Wolfner, Budapest, 1912
- Kunszállási emberek (1912)
- Szent házasság (1912)
- Tavaszi ünnep. Dráma; Singer-Wolfner, Budapest, 1913 (Bíró Lajos munkái)
- A háború. Drámavázlat; Athenaeum, Budapest, 1913 (Modern könyvtár)
- Biró Lajos–Lengyel Menyhért: A cárnő. Színmű; Singer és Wolfner, Budapest, 1913 (Bíró Lajos munkái)
- 1913. Történelmi színmű; Singer-Wolfner, Budapest, 1914 (Bíró Lajos munkái)
- Az utolsó csók. Egy szegény ifjú története három felvonásban; Singer-Wolfner, Budapest, 1914
- A szentlélek lovagja (1914)
- A Serpolette. Regény; Athenaeum, Budapest, 1914
- Hotel Imperial. Színmű; Légrády, Budapest, 1917
- Don Juan három éjszakája. Regény; Singer-Wolfner, Budapest, 1917
- A mélység lakói. Regény; Légrády, Budapest, 1917
- A Gálszécsy család; Érdekes Újság, Budapest, 1917 (Legjobb könyvek)
- A kezdet és a vég. Bíró Lajos vezércikkei 1914-1918; Világ, Budapest, 1918
- A Molitor-ház. Detektívregény; Légrády, Budapest, 1918
- Sárgarigó. A fehér terraszok és más elbeszélések; Légrády, Budapest, 1918
- Elbeszélések; Lampel, Budapest, 1918 (Magyar könyvtár)
- Francia négyes. Komédia; Légrády, Budapest, 1919
- A szerelem születése; Pantheon, Budapest, 192?
- Politikusok (1920)
- A bazini zsidók. Regény; Pegazus, Budapest, 1921
- A szerelem iskolája; Pegazus, Wien, 1922 (Kis magyar könyvek)
- Álarcok. Színjáték; Pegazus, Wien, 1922
- Toinette vagy Dubarry grófné a huszadik században. Regény; Pantheon, Budapest, 1925 (A regény mesterei)
- Amor és Psyche. Regény; Kultúra, Budapest, 1925 (Magyar regényírók)
- Házasság. Regény; Pantheon, Budapest, 1926 (A regény mesterei)
- Az élet arénája. Huszonöt elbeszélés; Pantheon, Budapest, 1926 (A regény mesterei)
- Hotel Imperial. Regény. Biró Lajos Mélység lakói című regényének filmváltozata; Singer és Wolfner, Budapest, 1927 (Milliók könyve)
- Kacérság iskolája. Regény; Pantheon, Budapest, 1928 (A regény mesterei)
- Boszorkánytánc (1929)
- Fölszállott a páva (1946)
- Kis Katalin (1946)
- Szolgák országa. Válogatott elbeszélések; vál., sajtó alá rend., utószó Lengyel Géza; Szépirodalmi, Budapest, 1957
- Arabella; vál., szerk. Szabó Ferenc; Szépirodalmi, Budapest, 1975 (Kiskönyvtár)
- Nagyváradi színikritikák a Holnap évtizedében. Ady Endre, Bíró Lajos, Dutka Ákos és Juhász Gyula írásai a színházról; vál., bev. Indig Ottó; Kriterion, Bukarest, 1975 (Téka)
- Sárga liliom. Ködben égő bánat három zenés részben; Bíró Lajos után Mohácsi István és Mohácsi János; Nemzeti Színház–Palatinus, Budapest, 2005 (Nemzeti Színház színműtár)
- A Molitor-ház. Detektívregény; szöveggond., utószó Stauder Mária; Unikornis, Budapest, 1999 (A magyar próza klasszikusai)
- "...nem látunk semmit...". Biró Lajos levelei és haditudósításai az első világháború éveiből; sajtó alá rend., jegyz., bev. Varga Katalin és Veres Miklós, tan. Borbás Andrea; Petőfi Irodalmi Múzeum, Budapest, 2017

## Műfordításai
- Bernstein: Az ostrom (1910)
- Utánam (1911)
- Schnitzler: Anatol (1911)
- Arcübasev: Féltékenység (1917)

## Filmjei
- Trónörökös (1923)
- Modern Dubarry/Eine Dubarry von heute (1926)
- The last command (1928)
- Hotel Imperial (1927, 1939)
- A hontalan hős (1928)
- VIII. Henrik magánélete (1933)
- Nagy Katalin (1934)
- Don Juan magánélete (1934)
- A vörös Pimpernel (1934)
- Rembrandt (1936)
- Sötét utazás (1937)
- Riadó Indiában (1938)
- A válóperes leány (1938)
- Tiszavirág (1939)
- Négy toll (1939)
- A bagdadi tolvaj (1940)
- Öt lépés Kairó felé (film, 1943)